# Notolomatia asaphodesma
Notolomatia asaphodesma är en tvåvingeart som först beskrevs av Hesse 1955.  Notolomatia asaphodesma ingår i släktet Notolomatia och familjen svävflugor. Inga underarter finns listade i Catalogue of Life.